# En chantier, monsieur Tanner
Pour plus de détails, voir Fiche technique et Distribution.
En chantier, monsieur Tanner est un téléfilm français réalisé par Stefan Liberski, diffusé pour la première fois en 2010 et est une libre adaptation du roman vécu de Jean-Paul Dubois, Vous plaisantez, monsieur Tanner.

## Synopsis
Paul Tanner vient d'hériter d'un manoir sur une vaste propriété.
Se rendant sur place, il constate que la bâtisse est en mauvais état et que des travaux avaient déjà commencé.
Il décide de poursuivre la rénovation et fait venir plusieurs entrepreneurs qui lui font des devis dont les montants dépassent ses capacités financières.
Finalement, l'un d'entre eux lui propose de diviser le prix des travaux par deux à condition d'employer des ouvriers non déclarés ; Paul Tanner accepte.
Les ouvriers vont alors défiler chez lui : des couvreurs qui ne savent pas couvrir, des plâtriers qui draguent lourdement sa femme, un électricien russe, un plombier amoureux de ses tuyaux et un peintre en bâtiment qui continue à appliquer sa sensibilité d'artiste.
Finalement, Paul Tanner aura réussi à rénover sa bâtisse et va conclure les travaux en beauté...

## Fiche technique
- Titre : En chantier, monsieur Tanner
- Réalisation : Stefan Liberski
- Scénario : Gabor Rassov d'après le roman de Jean-Paul Dubois (2006)
- Photographie : Vincent Muller
- Production : Marco Cherqui, Jean-Jacques Neira, Adrian Politowski, Hubert Toint et Gilles Waterkeyn
- Pays d'origine :  France
- Format : en couleur
- Genre : Comédie
- Durée : 90 minutes
- Date de première diffusion : 15 mars 2010 sur Canal+

## Distribution
- Jean-Paul Rouve : Paul Tanner
- Annelise Hesme : Linda
- Ludovic Berthillot : Pierre Sandre
- Julien Courbey : Pedro Kantor
- Michel Muller : Jeff
- Philippe Nahon : le père Tanner
- Geneviève Mnich : la mère Tanner
- Jackie Berroyer : le voisin
- Edith Le Merdy : la voisine
- Virginie Efira : la banquière
- Éric Godon : Le notaire
- Bruno Lochet : Un plâtrier
- Guy Lecluyse : Un autre plâtrier
- Benoît Poelvoorde : Le peintre
- Christian Hecq (pensionnaire de la Comédie-Française) : Monsieur Harang, le plombier
- Samir Guesmi : M. Gouverneur
- Nader Boussandel : Nouveau propriétaire de la maison de Paul Tanner

## Autour du film
Le film a été tourné :
en Belgique
- Arlon
- Buzenol
- Étalle
- Ethe
- Etterbeek
- Saint-Gilles (Bruxelles)
- Virton
- Watermael-Boitsfort
- centre de plongée Nemo 33 pour les scènes tournées avec restaurant et plongeurs

en France
- Montmédy dans le département de la Meuse